# 斗山手球俱樂部
斗山手球俱樂部是位於韓國首爾的手球俱樂部。

## 榮譽
- 韓國手球聯賽

冠軍 (6): 2011, 2012, 2013, 2015, 2016, 2017
亞軍 (1): 2014
- 韓國手球節[1]

冠軍 (7): 1993, 1994, 1995, 2002–03, 2003–04, 2009, 2010
亞軍 (5): 1996, 1997, 2000, 2005–06, 2007

## 外部連結
- 斗山手球俱樂部官方網站 